# Molícrion
Molícrion o Molicrea (en grec antic Μολύκρειον, Μολύκρεια) era una ciutat d'Etòlia situada prop de la costa i a poca distància del cap Antirrhium (Ῥίον τὸ Μολυκρικόν), segons Tucídides. Alguns autors la fan ciutat dels locris. Estrabó diu que es va fundar quan els heràclides van tornar al Peloponès.
Era colònia de Corint al començament de la guerra del Peloponès però va estar sotmesa a Atenes. Euríloc, el comandant espartà, ajudat pels etolis, la va conquerir als atenencs el 426 aC. Es va declarar ciutat sagrada i consagrada a Posidó, segons diuen Diodor de Sicília, Polibi, Pausànies, Plini el Vell i altres.